# جيزيلا إلسنر
جيزيلا إلسنر Gisela Elsner (ولدت في نورنبرغ في 2 مايو 1937- وماتت في ميونخ في 13 مايو 1992) هي أديبة ألمانية.

## حياتها
نشأت جيزيلا في عائلة برجوازية كبيرة، وكان والدها يعمل مديرا في شركة زيمنس Siemens. حصلت على الشهادة الثانوية في عام 1957. ثم درست الفلسفة وعلوم اللغة الألمانية علوم المسرح في فيينا حتى عام 1959. ثم تفرغت للكتابة وأقامت في عدة أماكن: بحيرة شتارنبرج وفرانكفورت على الماين وروما بين عامي 1963 و 1964, ولندن بين عامي 1964 و 1970 ثم في باريس وهامبورغ ونيويورك ثم استقرت أخيرا في ميونخ.
وقد تزوجت بالأديب كلاوس رولر حتى عام 1963, ثم انفصلت عنه حين كان عمر ابنهما أوسكار ثلاث سنوات.
في عام 1963 حققت أكبر نجاح أدبي لها بروايتها الأولى «الأقزام العمالقة» Die Riesenzwerge وتدور أحداثها في عائلة من الطبقة البرجوازية الصغيرة. ونجد في أعمالها القصصية الأولى نبرة متمردة وناقدة للطبقة البرجوازية، مع أسلوب أنيق وسرد تدريجي للأحداث. ورغم أنها تحولت في أعمالها فيما بعد نحو طريقة الكتابة الواقعية، إلا أنها لم تحقق النجاح الكبير الذي حققته روايتها الأولى.
كانت جيزيلا إلسنر رغم انحدارها من الطبقة البرجوازية، تعتنق المبادئ الاشتراكية وتنضوي في صفوف المعارضة الراديكالية الرافضة للطبقة البرجوازية. وقد قالت في حديث لها مع الكاتب المسرحي فرانتس خافير كروتس في صحيفة الحزب الشيوعي الألماني في عدد فبراير 1978: «إنني أتقزز من الكتاب الذين يحاولون أن يتقمصوا دور الكاتب المنطوي على نفسه أو دور النبي، ويصفون ذلك بحرياتهم الشخصية، وهم بذلك يتصرفون بطريقة منافية لمبادئ الحرية».
وكانت جيزيلا إلسنر منضوية في صفوف الاشتراكيين في ألمانيا الشرقية، وعضوا في الحزب الشيوعي الألماني. وقد عصف بها إحساسها بالفشل الأدبي وانعدام الرؤية السياسية وكذلك أزماتها النفسية، وأدت بها بها إلى الانتحار في عام 1992.
وفي عام 2000 أخرج ابنها أوسكار رولر فيلما عن حياتها بعنوان «العذراء» Die Unberührbare, وجسدت شخصيتها الممثلة «هانيلوره إلسنر» (التي اشتركت معها في لقب العائلة رغم أنها لا تمت لها بصلة قرابة).
وقد اشتركت جيزيلا إلسنر في عامي 1962 و 1963 في اجتماعات «جماعة 47»، وعملت من عام 1962 في «جماعة 61 في دورتموند», وحصلت على عضوية مركز بن PEN-Zentrum في جمهورية ألمانيا الاتحادية منذ عام 1971. وقد حصلت على العديد من الجوائز الأدبية منها: جائزة جيريت إنجيلكه عام 1987.

## من أعمالها
- الأقزام العمالقة 1964
- النشأ 1968
- تحريم التلامس 1970
- نقطة النصر 1977
- أجواء الخطر 1988
- دبابير وثلج: 99 رسالة ومذكرة واحدة 2001 (بالاشتراك مع كلاوس رولر).
- الدماء المقدسة 2007

## روابط خارجية
- جيزيلا إلسنر على موقع IMDb (الإنجليزية)
- جيزيلا إلسنر على موقع مونزينجر (الألمانية)
- جيزيلا إلسنر على موقع ديسكوغز (الإنجليزية)